# Cambronne-lès-Clermont
Cambronne-lès-Clermont är en kommun i departementet Oise i regionen Hauts-de-France i norra Frankrike. Kommunen ligger i kantonen Mouy som tillhör arrondissementet Clermont. År 2022 hade Cambronne-lès-Clermont 1 179 invånare.

## Befolkningsutveckling
Antalet invånare i kommunen Cambronne-lès-Clermont
| Referens: INSEE |